# 早安越南
《早安越南》（英語：Good Morning, Vietnam）是1987年上映的美國戰爭喜劇片，由羅賓·威廉斯主演、米奇·馬科維茲擔任編劇、巴瑞·李文森執導。劇中以詼諧的方式詮釋了越南戰爭、諷刺了當時的新聞審查制度，背景設定在1965年的西貢，羅賓·威廉斯飾演一位美軍電台的主持人，因為節目風格風趣而受到士兵喜愛，但站內的上級卻視之為眼中釘。劇情也略為參考了越戰期間實際擔任過美軍電台DJ的艾德倫·康納的經驗。
威廉斯在片中大部分的播報內容都是即興創作的，他也因為出演此片而獲得奧斯卡最佳男主角獎的提名。而《早安越南》一片更列入AFI百年百大喜劇電影之中。

## 劇情
1965年，美國空軍一等兵艾德倫·康納從地中海克里特島的美軍基地奉調南越首都西貢，準備擔任駐越美軍西貢電台的DJ。當他的飛機抵達新山一空軍基地後，由服役於廣播站的陸軍一等兵艾迪·加利開車來送他去電台。剛到廣播站報到的康納，迅速就與播音室裡的同僚們打成一片，就連站內階級最高的泰勒准將也很欣賞他。然而康納的兩位陸軍上司——史蒂芬·哈克少尉和菲利浦·迪克生士官長，卻對這位作風搞笑而不受拘束的新員懷有成見。哈克少尉死守並拘泥於軍方對幽默與音樂類節目的指導方針，神經質地擔憂康納在節目上會踰矩，而身為老鳥的迪克生士官長，則是自始就看他的每一處都不順眼。
但不久後，坐上廣播台的康納，就利用幽默和能言善道的天份，將原本平實無奇的例行節目變成精彩的個人表演秀。每天以「早——安，越南！」的誇張開場白當招牌形象，除了報導經審核員檢查過的短篇新聞、氣象資訊外，主持中也大量運用連珠炮式的詼諧語調、不時穿插著臨場發揮的笑料或是流行音樂。這些耳目一新的特色，很快就讓他在駐屯越南的數萬名美軍中，累積了為數龐大的忠實聽眾。從湄公河上的海軍巡邏艇、內陸的前線作戰陣地，到各地的美軍酒吧和營房，官兵們都要打開收音機聽康納的節目。但這些都讓他的兩位長官眉頭愈皺愈緊。
一天，康納在街上看到了一位名叫贞（Trinh）的越南女孩、並受她吸引，就騎了腳踏車追過大街小巷，才發現她是要去上英語課。為了接近贞，康納進入教室，打發走了當教師的美軍士官，自己則代為授課。康納以自己洋溢的才華，很快就用充斥美式俚語的教學，逗得全班笑聲滿堂。但在下課後，陳的哥哥俊（Tuan）隨即阻止他，而無法與她講話。康納只好先試著與俊交好，並帶他去當地作美軍生意的華吉米酒吧（Jimmy Wah's），與加利和其他美軍電台的同袍喝酒聊天。店內的另外兩名美軍，卻對於俊這位吧女以外的越南平民進入美軍娛樂場所而感到不滿，接著便與康納起了爭執，最後演變成一場酒吧群架。
迪克生因為這場鬧事數落了康納一頓，但他主持的節目依然繼續放送。有一天，他又去華吉米酒吧啜飲時，突然被俊叫出店外，而當兩人走到街上後酒吧就發生爆炸，死了兩名美軍同袍，混亂的現場讓康納大受衝擊。回到廣播站內準備上節目時，準備將爆炸案列入新聞廣播，但迪克生士官長要求他不准公開此事。康納遂把自己反鎖在播音室內，然後將自己目睹的事態據實播報出去。迪克生士官長一怒之下中斷了廣播，並勒令他停職。同樣對康納極度感冒的哈克少尉趁勢接手了節目，但他主持技巧拙劣、營造的笑料也十分差勁，還堅持在節目使用波卡舞曲當配樂。不久後，如洪水般的電話和信件從越南各處的美軍基地湧入西貢，對哈克少尉的節目報以噓聲和一致惡評，並呼籲讓康納回鍋。
此時的康納因為自己試圖公開事實卻遭到壓制而感到絕望，成天買醉渡日。在電台裡，泰勒將軍因為投訴的聲浪太大而決定插手節目流程，命令哈克少尉讓康納坐回位子上廣播，但消沉的康納對這予以拒絕。從電台追到路邊攤的加利，表示康納的節目已經成為許多沙場軍人們重要的樂趣來源了，要求他回站裡。之後兩人坐上吉普車開走時，由於在一條街遇上車輛拋錨事故，而讓加利開的吉普車和一整隊的美軍運兵卡車一起困在小街上。卡車上的士兵們隸屬於美軍第1步兵師，都即將送去芽莊上戰場，由於在等待事故排除時認出了康納，紛紛鼓譟著要求他當街來場即興「廣播」，原先還百般不願的康納，在開了頭之後就越演越起勁，而士兵們也一邊大笑一邊鼓掌叫好。這段插曲讓康納認知到自己工作的重要性，而重拾了繼續上節目的心情。之後，坐回DJ位子上的康納，在節目裡播送了路易斯·阿姆斯壯的經典曲子「多美好的世界啊」（What a wonderful world），獻給芽莊的那群士兵們。
另一方面，不樂見這種情形的迪克生決定除之而後快，便故意派遣加利和康納一起開車去安祿（An Lộc）方向的前線戰場勞軍，因為前往當地的公路沿線已成為越共控制區。之後兩人就在公路上誤觸地雷而翻車，還引來了越共巡邏隊，只得逃進叢林裡躲避。此時在西貢市的俊，由於康納在英語課上缺席而前往美軍電台詢問，才得知兩人已派往危險地帶，急忙竊走一輛貨車趕去叢林裡找他們。但當三人會合之後，貨車也故障了，於是走到空曠地帶，並成功示意一架路過的海軍陸戰隊直升機降落到地面接走他們。
回到電台後，迪克生士官長將康納叫去訓斥，宣布他的節目已停播，還把俊的真實身分告訴康納，說他是一位本名潘德寿（Phan Duc Tho）的越共隊員，還涉入華吉米酒吧爆炸案，他在引爆前即知情、將康納帶出去，以及能夠平安穿過越共控制區救他們出來就是證據。迪克生士官長因為康納與越共發生這樣的接觸，最後給他榮譽退伍的安排，以儘快把他趕出西貢。同樣進入士官長辦公室的泰勒將軍對康納表示，自己這次已無法幫他改變這樣的異動，但就在康納狠狠丟給迪克生士官長一句諷刺話才忿忿出門後，泰勒將軍又把迪克生攔下來，告訴迪克生自己同樣不再能容忍他的作為，並準備將他踢去無所事事的關島。
康納奔到贞上英語課的教室，說俊已經快要因為身為越共、而有面臨處決的危險，要她帶他去找人。當他找到俊之後，當場發難，責備他利用了自己的友誼、還去當敵人。而俊卻聲淚俱下地反擊，說美國才是害死他的鄰居與同胞的敵人。此時的康納知道自己徹底失去了一位朋友，才悵然離去。
翌日，康納已經收拾好行李，準備去新山一基地搭飛機。但在離開越南之前，他要求回去英語課教室一趟，邀請聽課的越南學生們在教室外用水果舉行克難的壘球比賽，以履行之前的要求，護送他去機場的加利和兩位憲兵也一起下場打球。而康納在場邊見到贞、並與她告別。最後，當康納在飛機上時，加利已接替了他在美軍電台的職位、成為當班主持人。他在節目上放送了康納留下的錄音帶。在錄音帶中，康納以風格一貫的「再——見，越南！」開場，並如同往常般地附上了一段幽默話語，最後希望大家都能早點平安返國。

## 演員
- 羅賓·威廉斯飾：空軍一等兵艾德倫·康納（英语：Adrian Cronauer）
- 佛瑞斯·惠特克飾：陸軍一等兵艾德華·「艾迪」·加利（Private First Class Edward Montesquieu "Eddie" Garlick）
- 陈清松（Tung Thanh Tran）飾：俊／潘德寿（ / Phan Duc Tho）
- 金塔拉·舒卡芭（英语：Chintara Sukapatana）飾：贞（Trịnh）
- 布魯諾·科比（英语：Bruno Kirby）飾：陸軍少尉史蒂芬·哈克（Second Lieutenant Steven Hauk）
- J·T·華許（英语：J. T. Walsh）飾：陸軍士官長菲利浦·迪克生（Sergeant Major Phillip Dickerson）
- 納博·威靈翰（英语：Noble Willingham）飾：陸軍准將泰勒（Brigadier General Taylor）
- 羅伯特·烏爾飾：陸軍上士馬帝·李·卓威茲（Staff Sergeant Marty Lee Dreiwitz）

## 製片
艾德倫·康納本人在1979年時，就以自己在西貢美軍電台的工作經驗為題材，撰寫了一套情境喜劇的初步構思。然而當時的電視台卻認為戰爭不適合當喜劇題材，而對此計畫不感興趣，無視於當時韓戰背景電視劇大受歡迎的事實。之後康納便將這套構思重寫成電影劇情稿，而在最後吸引了羅賓·威廉斯的注意。但隨著米奇·馬科維茲加入製片陣容，劇本又經過大幅改編，康納的原始內容僅有少數保留了下來。之後電影大部分情節都赴泰國拍攝和取景。

## 獲獎與榮譽
- 羅賓·威廉斯在出演此片後獲得金球獎最佳音樂及喜劇類電影男主角、美國喜劇獎（英语：American Comedy Award）最搞笑電影主角獎（Funniest Actor in a Motion Picture (Leading Role)），並獲提名奧斯卡最佳男主角獎、英國電影學院獎（BAFTA Award）最佳男主角、西班牙聖喬迪電影獎（英语：Creu de Sant Jordi）最佳外國演員獎[5]。
- 佛瑞斯·惠特克因為本片和《火鳥重生（英语：Bird (film)）》中的演出而獲頒聖喬迪電影獎（英语：Creu de Sant Jordi）最佳外國演員獎[5]
- 亞歷克士·諾斯因為替本片的配樂而獲頒美國作曲家、作家和發行商協會的ASCAP獎[5]
- 本片獲頒政治電影協會和平獎（英语：Political Film Society Award for Peace）、提名為英國電影學院最佳音效獎[5]
- 2000年，經美國電影學會列入AFI百年百大喜劇電影[6]。

## 配樂
《早安越南》片中大量採用了1960年代左右的名曲當配樂，如下表所示，按曲名首個英文字母排序（非劇情順序）。表中有打*號的曲子是在本片電影原聲帶中有收錄者，而該原聲帶在美國已成為白金唱片。
另外，路易斯·阿姆斯壯的名曲「多美好的世界啊」（What a wonderful world）也因本片的引用和加持，不但獨立成單曲發行，並在推出20年後擠入了主流音樂Top 40單曲榜。在片中，讓這首曲子的旋律和歌詞，同時搭上越南動盪的場面，包括美軍直升機爆破鄉間村落、西貢的恐怖攻擊、南越政府軍當街捕殺平民、警察鎮壓示威遊行的鏡頭，以及街頭的失意美軍、在沼澤與山區作戰的士兵等畫面，藉此對越戰形成了反諷的效果。
| 曲名                                                                | 演唱者                         |
| ------------------------------------------------------------------- | ------------------------------ |
|                                                                     | 勞倫斯·維爾克                  |
|                                                                     | Them樂團*                      |
|                                                                     | 草根樂團                       |
|                                                                     | 法蘭基·艾弗隆                  |
|                                                                     | The Rivieras*                  |
|                                                                     | 管弦樂聲音                     |
|                                                                     | 奇妙女子*                      |
|                                                                     | 海灘男孩                       |
|                                                                     | 佩里·科莫                      |
|                                                                     | The Vogues*                    |
|                                                                     | 維恩·方塔納與心靈狂歡者*       |
|                                                                     | 勞倫斯·維爾克與邁倫·弗洛倫     |
|                                                                     | 海灘男孩*                      |
|                                                                     | 詹姆士·布朗*                   |
|                                                                     | 勞倫斯·維爾克                  |
|                                                                     | 威爾森·皮克                        |
|                                                                     | 亞當·費斯                      |
|                                                                     | 勞倫斯·維爾克與邁倫·弗洛倫     |
|                                                                     | The Castaways*                 |
|                                                                     | 赫柏·亞伯特與銅管樂團                |
|                                                                     | 傑克·瓊斯                      |
|                                                                     | 瑪莎與范德拉*                  |
|                                                                     | 雷·康尼夫                      |
|                                                                     | 搜索者樂團*                    |
|                                                                     | 海灘男孩*                      |
|                                                                     | 路易斯·阿姆斯壯*               |
|                                                                     | 喬治·費姆與The Blue Flames     |
| [My Boyfriend's Back (song)] 错误：{{Lang}}：无效参数：\|3=（帮助） | The Angels                     |
|                                                                     | 彼得·雅羅與萊尼·利普頓         |
|                                                                     | 迪米特里·迪奥姆金與內德·華盛頓 |
|                                                                     | 至上女聲組合                   |
|                                                                     | 喬·布馬與埃迪·霍爾（Eddie Hall）         |
|                                                                     | The Silhouettes                |

## 外部連結
- 互联网电影数据库（IMDb）上《Good Morning, Vietnam》的资料（英文）
- TCM电影资料库上《Good Morning, Vietnam》的资料（英文）
- AllMovie上《Good Morning, Vietnam》的资料（英文）
- 爛番茄上《Good Morning, Vietnam》的資料（英文）
- Box Office Mojo上《Good Morning, Vietnam》的資料（英文）